# Nuiqsut
Nuiqsut és una població dels Estats Units a l'estat d'Alaska. Segons el cens del 2007 tenia 367 habitants.

## Demografia
Segons el cens del 2000, Nuiqsut tenia 433 habitants, 110 habitatges, i 90 famílies La densitat de població era de 18,2 habitants/km².
Dels 110 habitatges en un 54,5% hi vivien nens de menys de 18 anys, en un 42,7% hi vivien parelles casades, en un 22,7% dones solteres, i en un 17,3% no eren unitats familiars. En el 15,5% dels habitatges hi vivien persones soles el 0,9% de les quals corresponia a persones de 65 anys o més que vivien soles. El nombre mitjà de persones vivint en cada habitatge era de 3,93 i el nombre mitjà de persones que vivien en cada família era de 4,24.
Per edats la població es repartia de la següent manera: un 42% tenia menys de 18 anys, un 9,5% entre 18 i 24, un 30,5% entre 25 i 44, un 13,6% de 45 a 60 i un 4,4% 65 anys o més.
L'edat mediana era de 24 anys. Per cada 100 dones hi havia 147,4 homes. Per cada 100 dones de 18 o més anys hi havia 130,3 homes.
La renda mediana per habitatge era de 48.036 $ i la renda mediana per família de 46.875 $. Els homes tenien una renda mediana de 31.667 $ mentre que les dones 25.625 $. La renda per capita de la població era de 14.876 $. Aproximadament el 3,2% de les famílies i el 2,4% de la població estaven per davall del llindar de pobresa.

## Poblacions més properes
El següent diagrama mostra les poblacions més properes.